# Delias germana
Delias germana (Roepke, 1955) è un lepidottero appartenente alla famiglia Pieridae, endemico della Nuova Guinea.

## Descrizione
Ha un'apertura alare di 56 mm. Gli esemplari adulti sono simili alle Delias eichhorni.

## Tassonomia

### Sottospecie
- D. g. germana (Central Mountains, Irian Jaya)
- D. g. heliophora Roepke 1955 (Paniaia, Irian Jaya)